# نوبورو إيشيغورو
نوبورو إيشيغورو (باليابانية: 石黒昇) هو منافس ألعاب قوى ياباني، ولد في 2 أغسطس 1932.

## وصلات خارجية
- نوبورو إيشيغورو على موقع أوليمبيديا (الإنجليزية)